# Mlomp Djibetene
Pour les articles homonymes, voir Mlomp (homonymie).
Mlomp Djinetene est un village du Sénégal situé en Basse-Casamance. Il fait partie de la communauté rurale de Mlomp, dans l'arrondissement de Loudia Ouoloff, le département d'Oussouye et la région de Ziguinchor.
Lors du dernier recensement (2002), le village comptait 480 habitants et 67 ménages.